# 迈克·吉亚奇诺
迈克·吉亚奇诺（英語：Michael Giacchino，/dʒəˈkiːnoʊ/；1967年10月10日—）是一名美国作曲家，艾美奖、多次格莱美奖、金球獎和奧斯卡金像獎获得者，其作品主要为影视音乐。他的一些非常著名的作品包括电视连续剧《Lost檔案》、《特務A》、《危机边缘》、电子游戏《榮譽勳章系列》和《決勝時刻系列》、电影《不可能的任務3》、《超人特攻隊》、《星际迷航》、《星际迷航：暗黑无界》、《星際爭霸戰：浩瀚無垠》《科洛弗檔案》、《料理鼠王》、《天外奇蹟》、《超級8》、《汽車總動員2》、《活個痛快》、《異星爭霸戰：尊卡特傳奇》、《碟中谍4》和《侏罗纪世界》的音乐。

## 早年生活
吉亚奇诺出生在紐泽西州河邊鎮。他父亲的前辈是从西西里岛移民来的，他母亲的前辈移民自意大利南部阿布鲁佐。他本人有美国和意大利双重国籍。1986年他高中毕业。
从10岁的时候开始吉亚奇诺就开始结合音乐和图像了。他在家里的地窖里制造定格动画并给它们配音。在高中里一名教他的艺术教师建议他的父母让他去纽约的視覺藝術學院上学。吉亚奇诺回忆和他父母参观这所学校说：
我想，哇，这里太棒了。世界上有这样的学校？我可以在这里做我真正感兴趣的事情？这太奇妙了。我爱視覺藝術學院。我喜欢它提供的自由。这就像是一个实验——好，你因为喜欢而来这里，那你试试看能做什么。我们不限制你太多。我们想看看你有多么热情和力量，看看你多么想幹这些事情。
吉亚奇诺进入視覺藝術學院，主学电影制作，副学历史。在他的最后一年里他的老师说有一个在环球影业无报酬实习的位置。班里只有吉亚奇诺对此感兴趣，因此获得了这个六个月的位置。他白天上学和在梅西百货公司打工付他的房租，晚上则做他的实习工作。1990年他获得艺术学士学位毕业。此后他在朱利亞德學院学音乐。

## 生涯

### 电子游戏
吉亚奇诺的实习结束后环球影业直接雇用了他。他后来搬到迪斯尼，迪斯尼搬到洛杉矶时他也跟着迪斯尼搬到洛杉矶。他在公共关系部门工作，晚上则参加加州大学洛杉矶分校的乐器和配乐班。他在迪斯尼的工作使得他结识了许多和电影有关的人物，比如雇用作曲家的电影制作人。因此迪士尼互动工作室有一个制作人的位置空缺后吉亚奇诺就占据了这个位置，他想他可以雇用自己来为他制作的游戏配音。
吉亚奇诺的第一部大的作曲工作是梦工厂给1997年电影《侏罗纪公园：失落的世界》做的电子游戏的音乐。这是第一部上使用原创乐队录音的游戏。此后吉亚奇诺继续和梦工厂合作，给他们的多部游戏创作了完整的乐队音乐。吉亚奇诺给前三部《榮譽勳章系列》游戏作的曲获奖。他还为一些以第二次世界大战为主体的游戏作曲如《使命召唤系列》。2008年他给《轉捩點：自由隕落》作了曲。

### 电影和电视
吉亚奇诺为电子游戏作的作品使得他进入电视。
2001年《雙面女間諜》的制片人J·J·亞柏拉罕通过他的游戏作品发现了吉亚奇诺并请他给新系列作曲。吉亚奇诺的作品在乐队音乐中参杂了電子音樂，这与他过去的作品不同。吉亚奇诺后来为艾布斯2004年的系列《Lost檔案》继续作曲。这个系列的音乐中非常独特的是他使用飞机机身来做打击乐器的部分。另外在一些主题的结束部分有一个铜管乐器下降的声音，也是非常独特的。
2004年吉亚奇诺获得了第一部大的电影作曲任务。皮克斯动画工作室《超人特攻隊》的导演布拉德·伯德在听了《雙面女間諜》的配乐后请吉亚奇诺给该影片作曲。电影的爵士乐配乐不但对吉亚奇诺是一个全新的风格，对皮克斯动画工作室也完全是一个新的风格。此前皮克斯的电影全部是蘭迪·紐曼和湯瑪斯·紐曼作的曲。本来伯德请以詹姆士龐德电影音乐出名的约翰·巴瑞配乐，但是巴瑞不愿重复他过去作品的风格。
2005年吉亚奇诺因为他给《超人特攻队》的作曲在葛萊美獎上被两次提名。
吉亚奇诺从他生涯的一开始至今大多与迪斯尼合作，其中既包括电子游戏也包括《超人特攻队》这样的电影。他还为迪斯尼三个不同乐园的项目作曲。
吉亚奇诺为約瑟·巴貝拉的最后一部猫和老鼠以及艾布斯2006年的《不可能的任務3》配乐。吉亚奇诺的下一部重要作品是《料理鼠王》的配乐，其中包括其主题歌。为此他获得了他的第一份奥斯卡金像奖提名。他也为艾伯斯2009年的《星際爭霸戰》作曲。
2010年的《天外奇蹟》是吉亚奇诺另一部为皮克斯配乐的电影。在这次工作中他和皮特·多克特配合。这是他第一次和另一名皮克斯导演合作。这部作品为吉亚奇诺赢得了他的第一枚奥斯卡金像奖：奥斯卡最佳原创音乐奖。这也是皮克斯第一次赢得这个奖项。吉亚奇诺提到在他获得这枚金像奖的同日他的視覺藝術學院同班同学乔·哈罗为《星際爭霸戰》获得了奥斯卡最佳化妆与发型设计奖。
吉亚奇诺继续和艾伯斯合作，为艾伯斯制作的鬼怪电影《科洛弗档案》作曲。他写了一幅赞美日本鬼怪音乐的奏鸣曲，这个区在电影的谢幕中演奏。他给艾伯斯系列《危机边缘》的首集作曲，该系列以后的作曲他交给了他的助手。
吉亚奇诺在风格上和命名上经常回顾过去的作品。比如在《Lost檔案》的最后一集里他使用了《榮譽勳章系列》中的主题。在命名上比如他的《超人特攻队》里有一支曲子叫《100英里冲刺》，而在《料理鼠王》中则有一支曲子叫《100老鼠冲刺》。他的多部曲子以《世界最糟……》命名。比如《Lost檔案》的第一张唱片里《世界最糟沙滩晚会》、《不可能的任務3》里《世界最糟最后4分钟》、《星際爭霸戰》中《星系最糟寿司吧》、《Lost檔案：最后季度》中《世界最糟洗车》等等。

### 其它作曲
2005年吉亚奇诺给华特迪斯尼的乐园的景致配乐。他给《超人特攻队》里的配音演员萨拉·沃威尔写的书的声音版本配乐。迪斯尼的旅行车里也有他的音乐。
2009年在第81屆奧斯卡金像獎上他指挥金像奖乐队。为此他改写了许多不同风格的著名电影主题，包括1930年代《阿拉伯的劳伦斯》和一部巴薩諾瓦风格的《月河》。派拉蒙電影公司100周年的开场小号也是他作的。

## 主要作品

### 电影
- 《他不笨它是我的心肝宝贝》（1999年）
- 《超人特攻隊》（2004年）
- 《超人高校》（2005年）
- 《布偶绿野仙踪》（2005年）
- 《斯通家族》（2005年）
- 《寻找穆斯林的喜剧》（2006年）
- 《碟中谍3》（2006年）
- 《料理鼠王》（2007年）
- 《科洛弗档案》（2008年）
- 《极速赛车手》（2008年）
- 《星际迷航》（2009年）
- 《飞屋环游记》（2009年）
- 《失落的大陆》（2009年）
- 《地球的日子》（2009年）
- 《超級8》（2011年）
- 《碟中谍4》 （2011年）
- 《Cars 2：世界大賽》（2011年）
- 《異星戰場：強卡特戰記》（2012年）
- 《侏罗纪世界》（2015年）
- 《動物方城市》（2016年）
- 《奇異博士》（2016年）
- 《星際大戰外傳：俠盜一號》（2016年）
- 《亨利之書》（2017年）
- 《蜘蛛人：返校日》（2017年）
- 《猩球崛起：最終決戰》（2017年）
- 《可可夜總會》（2017年）
- 《超人特攻隊2》（2018年）
- 《侏羅紀世界：殞落國度》（2018年）
- 《壞事大飯店》（2018年）
- 《蜘蛛人：離家日》（2019年）
- 《兔嘲男孩》（2019年）
- 《让他走》（2020年）
- 《蜘蛛人：無家日》（2021年）
- 《蝙蝠俠 (2022年電影)》（2022年）
- 《侏羅紀世界：統霸天下》（2022年）
- 《雷神4：爱与雷霆》（2022年）
- 《下一球成名》（2023年）
- 《绝境盟约》（2023年）

### 电视剧
- 《双面女间谍》（2001年-2006年）
- 《迷失》（2004年-）
- 《六度分离》（2006年-2007年）
- 《危机边缘》（2008年-）